# 산의 날 (일본)

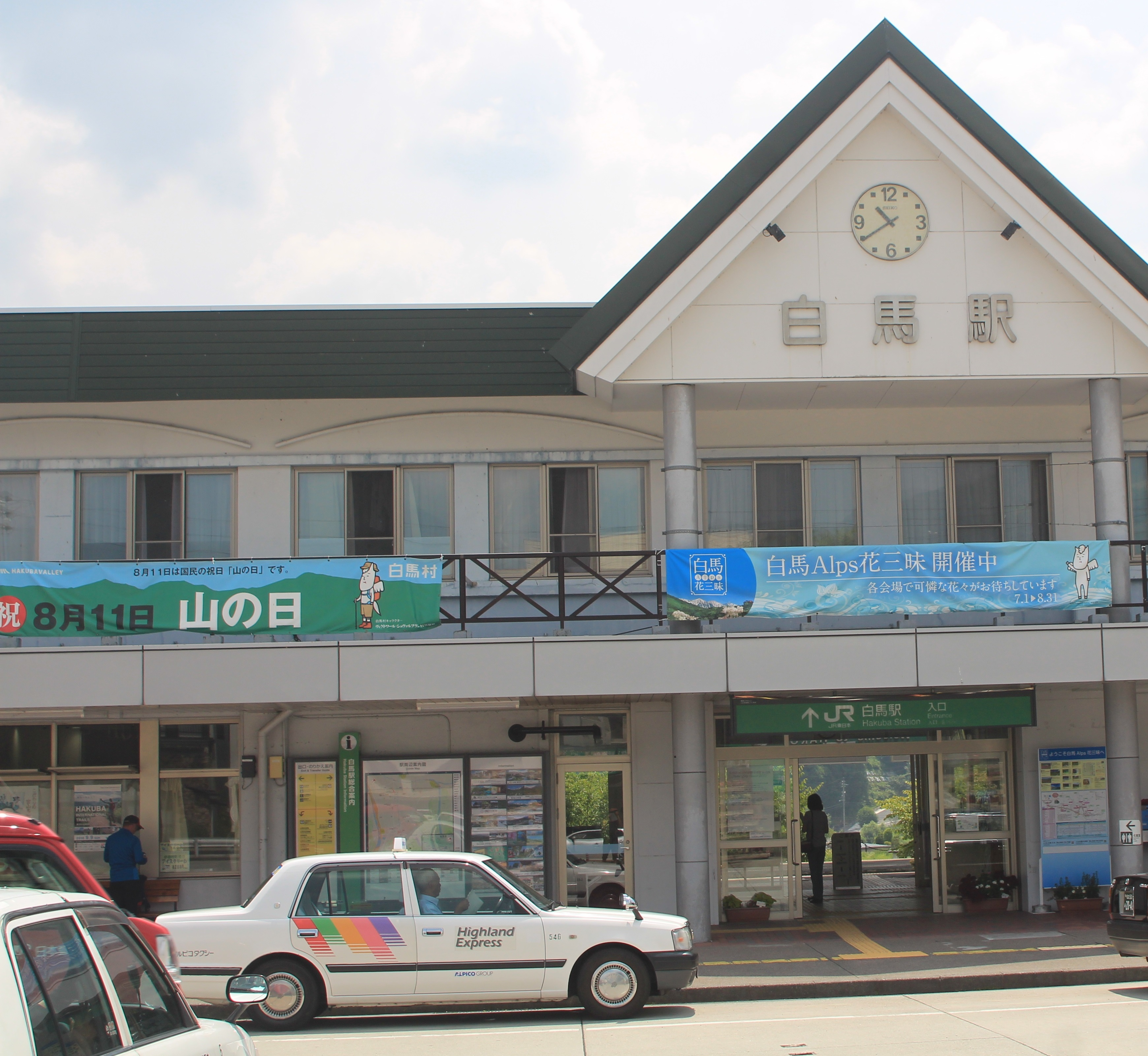

산의 날(山の日 야마노히[*])은 일본의 공휴일 중 하나이다. 매년 8월 11일로, 2016년 1월 1일 시행된 개정축일법에 의해 신설되었다.

## 역사
국민의 축일에 관한 법률 일부를 개정하는 법률 (2014년 법률 제 43호)이 2014년 제정되고 2016년 1월 1일에 시행되어 그해부터 매년 8월 11일이 산의 날을 기념하는 공휴일이 되었다. 원래는 8월 12일로 하려고 했으나 일본항공 123편 추락 사고와 같은 날이기 때문에 군마현의 오부치 유코 중의원이 '항공기 추락사고가 일어난 날을 기념하는 것은 위화감이 든다'라 우려를 표하고, 오사와 마사키 군마현지사가 날짜 변경을 요구하여 11월 22일 총회에서 최종적으로 8월 11일을 산의 날로 결정하였다.
2020년에는 도쿄 올림픽· 패럴림픽 특별조치법에 의해 도쿄 올림픽 폐막식 다음날에 해당하는 8월 10일 (월요일)로 변경된다.